# Plagiochila patriciae
Plagiochila patriciae là một loài rêu trong họ Plagiochilaceae. Loài này được J. Heinrichs & H. Anton mô tả khoa học đầu tiên năm 2002.